# Karol Kłos
Karol Kłos (Warschau, 8 augustus 1989) is een Poolse volleyballer, gespecialiseerd als middenaanvaller.

## Sportieve successen

### Club
Wereldkampioenschap Voor Clubteams:
- 2010
- 2012

Poolse Beker:
- 2011, 2012, 2016

Pools Kampioenschap:
- 2011, 2014, 2018[1]
- 2012, 2017
- 2015, 2016

CEV Champions League:
- 2012

Poolse Superbeker:
- 2012, 2014, 2017, 2018

### Nationaal team
Europees kampioenschap onder 19:
- 2007

Europees kampioenschap:
- 2011, 2019

Universiade:
- 2013

Wereldkampioenschap:
- 2014[2]

Wereldbeker:
- 2019
- 2015

Volkenbond:
- 2021
- 2019

## Individuele onderscheidingen
- 2014: Het beste blocker Wereldkampioenschap